# Caulolatilus bermudensis
Caulolatilus bermudensis is een straalvinnige vissensoort uit de familie van tegelvissen (Malacanthidae). De wetenschappelijke naam van de soort is voor het eerst geldig gepubliceerd in 1981 door Dooley.